# José Ádem
José Ádem Chain (Tuxpan, 27 de outubro de 1921 — Cidade do México, 14 de fevereiro de 1991) foi um matemático do México. Trabalhou com topologia algébrica.

## Vida
Ádem estudou na Universidade Nacional Autónoma de México (UNAM), onde obteve a graduação em 1949, com doutorado em 1952 na Universidade de Princeton, orientado por Norman Steenrod, com a tese Iterations of the Squaring Operations in Algebraic Topology. Estudou na Universidade de Princeton a convite de Solomon Lefschetz, que havia dado aulas no México. Em sua tese introduziu as relações de Ádem na álgebra de Steenrod. A partir de 1954 esteve novamente no Instituto de Matemática da UNAM. A partir de 1961 trabalhou no Centro de Investigación y de Estudios Avanzados (Cinvestav) do Instituto Politécnico Nacional (IPN). Em 1967 recebeu o Prêmio Nacional Mexicano de Arte e Ciência. Em 1960 foi eleito para o El Colegio de México.